# Cœur de Zoulou
Cœur de Zoulou (titre original : The Zulu's Heart) est un film muet américain réalisé par D. W. Griffith, sorti en 1908.

## Synopsis
Un zoulou, qui a lui-même perdu sa fille, n'hésite pas à faire face à ses amis pour protéger une femme Boer et son enfant.

## Fiche technique
- Titre : Cœur de Zoulou
- Titre original : The Zulu's Heart
- Réalisation et scénario : D. W. Griffith
- Société de production et de distribution : American Mutoscope and Biograph Company[2]
- Photographie : G. W. Bitzer
- Pays de production :  États-Unis
- Format[3] : Noir et blanc - Muet - 1,33:1 ou 1,37:1[4] - 35 mm[4],[5]
- Longueur de pellicule : 776 pieds (237 mètres[5])
- Durée : 13 minutes (à 16 images par seconde)[3]
- Date de sortie : 6 octobre 1908

## Distribution
Les noms des personnages proviennent de l'Internet Movie Database.
- Mack Sennett
- Florence Lawrence : la femme du Boer
- Alfred Paget
- John R. Cumpson : un guerrier zoulou
- Arthur V. Johnson : un guerrier zoulou
- W. Chrystie Miller
- Gladys Egan : la fille du Boer
- Harry Solter : le Boer
- Charles Inslee : le chef zoulou[4],[6]
- George Gebhardt : un guerrier zoulou[4],[6]

## Autour du film
Les scènes du film ont été tournées les 27 et 28 septembre 1908 à Cliffside, dans le New Jersey.

### Source
- Jean-Loup Passek et Patrick Brion, D.W. Griffith : Le Cinéma, Paris, Cinéma/Pluriel - Centre Georges Pompidou, 1982, 216 p. (ISBN 2-86425-035-7)